# Мбайе, Абдуль
Абдуль Азиз Мбайе (фр. Abdul Aziz Mbaye; род. 13 апреля 1953, Дакар, Сенегал) — сенегальский банкир, бизнесмен и политик. В 2012 году президент Сенегала Маки Саль назначил Абдуль Мбайе премьер-министром страны, он занимал этот пост с 5 апреля 2012 по 3 сентября 2013 года.

## Биография
Абдуль Азиз Мбайе родился 13 апреля 1953 года в Дакаре. Его отец судья Кеба Мбайе был первым председателем Верховного суда Сенегала, а затем председателем Конституционного суда, член Международного олимпийского комитета. Абдуль Мбайе был старшим сыном Кеба Мбайе.
Абдуль Мбайе сначала учился в Дакарском университете и в Международной парижской бизнес-школе, а затем в Сорбоннском университете. Он также является выпускником Университета Шейха Анты Дьопа.

## Банковская карьера
В 1976 году он начал работать экономистом в отделе исследований в Центральном банке западноафриканских государств, вместе с ним в отделе работал Алассан Уаттара, нынешний президент Кот-д’Ивуара. В 1981 году становится директором отдела планирования Международного валютного фонда. В 1982 году Мбайе был назначен генеральным директором Banque de l’Habitat du Senegal («BHS»), ведущего института жилищного финансирования в стране, где он провёл реструктуризацию операций банка. Под его руководством банк утроил свои активы, создал сеть международных партнёров и внедрил информационные технологии в свою деятельность.
В 1990 году Мбайе был частью команды по реструктуризации BIAO-Sénégal, а затем стал генеральным директором модернизированного Compagnie Bancaire de l’Afrique Occidentale («CBAO»), который под его руководством создал первую лизинговую компанию в Сенегале и основал первый инвестиционный фонд в Западной Африке.
Он также был президентом Ассоциации банков и финансовых учреждений Западноафриканского экономического и валютного союза и Сенегальской профессиональной ассоциации банков и финансовых учреждений. Мбайе также работал с МВФ над разработкой правил для инвестиционных фондов в Западной Африке, проект находится в стадии дальнейшего обсуждения.

## Премьер-министр
3 апреля 2012 года новый избранный президент Сенегала Маки Саль назначил Абдуль Мбайе премьер-министром страны. Состав правительства из 25 человек во главе с Мбайе был объявлен президентом Макки Саль поздно вечером 4 апреля, а уже 5 апреля Мбайе официально занял пост премьер-министра, сменив на этом посту Сулеймана Ндене Ндиайе.

## Примечание
1. 1 2  Technocrat to be Senegal’s new prime minister. www.aljazeera.com. Дата обращения: 30 августа 2019. Архивировано 30 августа 2019 года.
2. ↑  Senegal. www.worldstatesmen.org. Дата обращения: 30 августа 2019. Архивировано 30 августа 2019 года.
3. ↑  UPDATE 1-Senegal president names technocrat as PM. Reuters. 3 апреля 2012. Архивировано 4 марта 2016. Дата обращения: 30 августа 2019.
4. 1 2 3  Monsieur Abdoul Mbaye - Gouvernement du Sénégal. web.archive.org (29 мая 2013). Дата обращения: 30 августа 2019. Архивировано из оригинала 29 мая 2013 года.
5. 1 2 3  M. Abdoul Mbaye | Advanced Finance - Investment Group. web.archive.org (30 сентября 2011). Дата обращения: 30 августа 2019. Архивировано из оригинала 30 сентября 2011 года.
6. ↑  Agence de Presse Sénégalaise. web.archive.org (7 апреля 2012). Дата обращения: 30 августа 2019. Архивировано 7 апреля 2012 года.